# آب و هوای قبرس

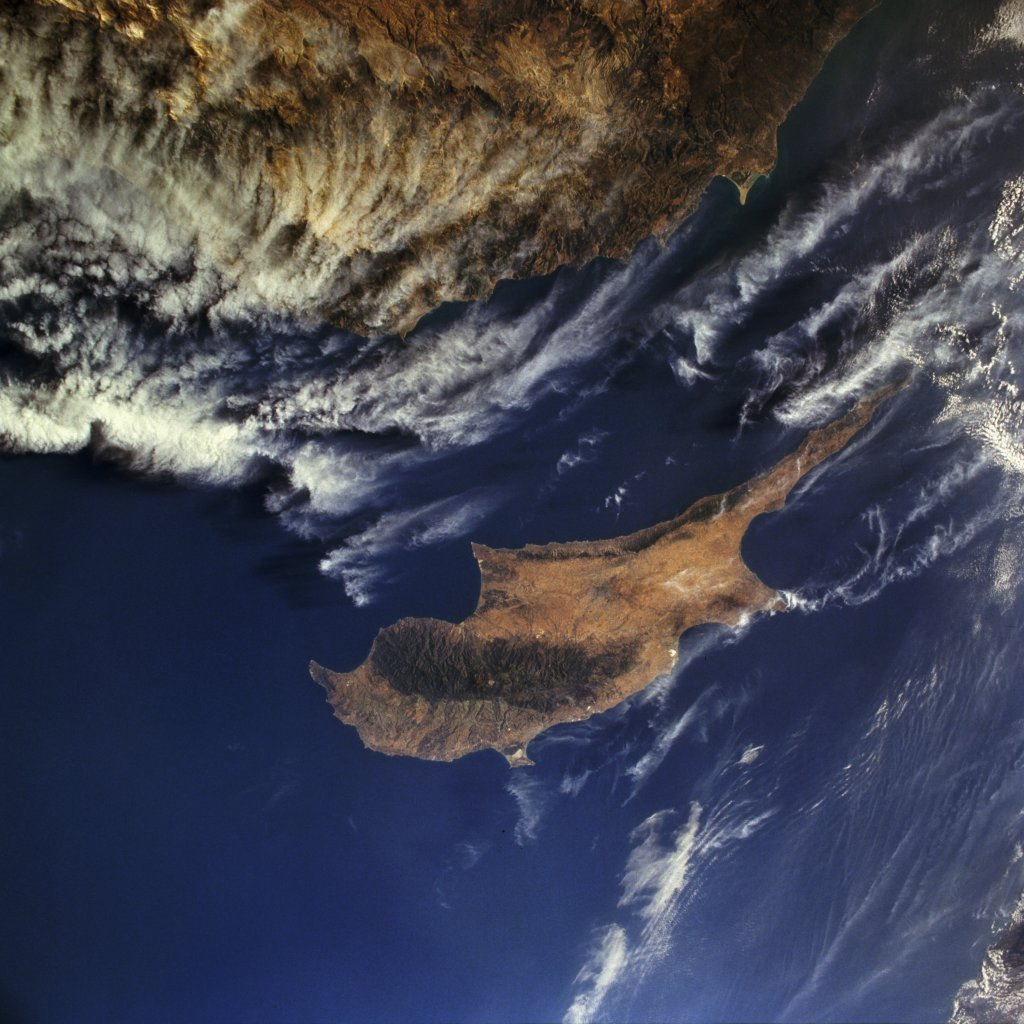
قبرس از فضا

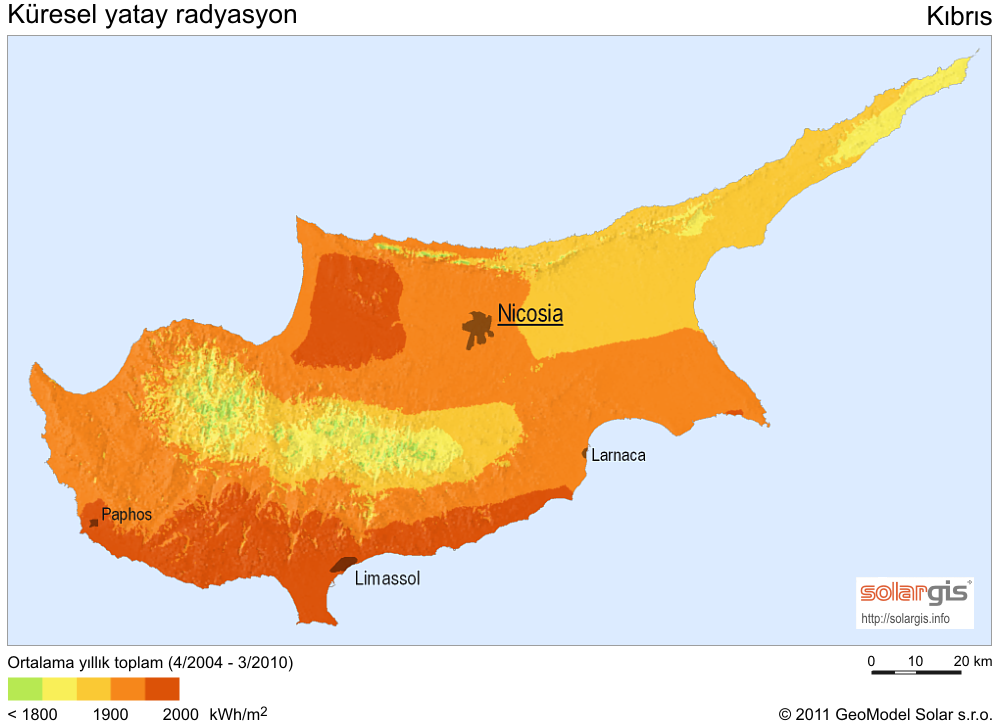
نقشه تابش خورشید در قبرس

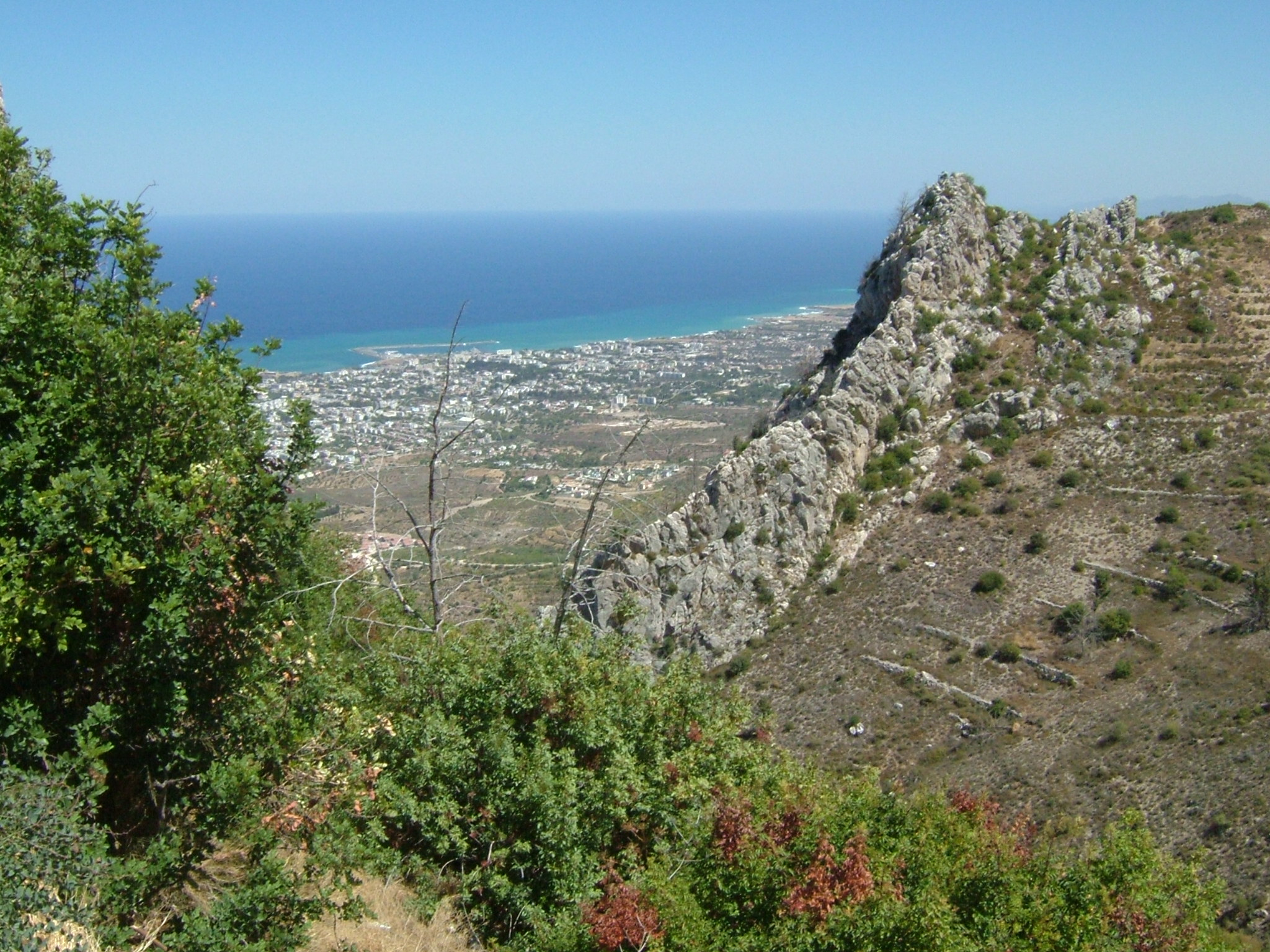
کوه‌ها در شما قبرس

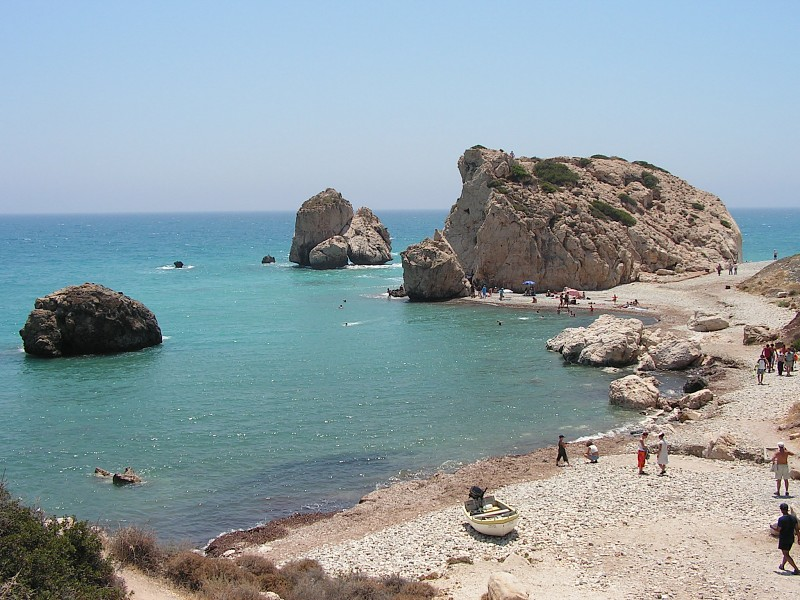
ساحل در جنوب قبرس

قبرس دارای آب و هوای نیمه‌گرمسیری، مدیترانه‌ای و نیمه‌خشک (Csa و BSh) بر اساس طبقه‌بندی آب و هوایی کوپن است، با زمستان‌های بسیار ملایم در سطح دریا و تابستان‌های گرم تا بسیار گرم. بارش برف فقط در کوه‌های تروودوس در بخش مرکزی جزیره امکان‌پذیر است. بارندگی عمدتاً در زمستان رخ می‌دهد، در حالی که تابستان‌ها معمولاً خشک هستند.

## دما
قبرس یکی از گرم‌ترین آب‌وهواها و گرم‌ترین زمستان‌ها را در بخش مدیترانه‌ای اتحادیه اروپا دارد. میانگین دمای سالانه در سواحل حدود ۲۴ درجه سانتی‌گراد (۷۵ درجه فارنهایت) در طول روز و ۱۴ درجه سانتی‌گراد (۵۷ درجه فارنهایت) در شب است.
به‌طور کلی، فصل گرم حدود هشت ماه طول می‌کشد. این فصل از آوریل آغاز می‌شود، با میانگین دمای ۲۱ تا ۲۳ درجه سانتی‌گراد (۷۰ تا ۷۳ درجه فارنهایت) در طول روز و ۱۱ تا ۱۳ درجه سانتی‌گراد (۵۲ تا ۵۵ درجه فارنهایت) در شب، و در نوامبر به پایان می‌رسد، با میانگین دمای ۲۲ تا ۲۳ درجه سانتی‌گراد (۷۲ تا ۷۳ درجه فارنهایت) در طول روز و ۱۲ تا ۱۴ درجه سانتی‌گراد (۵۴ تا ۵۷ درجه فارنهایت) در شب.
در چهار ماه باقی‌مانده از سال، دما معمولاً معتدل باقی می‌ماند، در حالی که گاهی بیش از ۲۰ درجه سانتی‌گراد (۶۸ درجه فارنهایت) در طول روز می‌شود.
در لیماسول، در دوره ژانویه تا فوریه، میانگین حداکثر دما در طول روز ۱۷ تا ۱۸ درجه سانتی‌گراد (۶۳ تا ۶۴ درجه فارنهایت) و در شب ۸ تا ۹ درجه سانتی‌گراد (۴۶ تا ۴۸ درجه فارنهایت) است.
در سایر مناطق ساحلی قبرس، دما معمولاً ۱۶ تا ۱۷ درجه سانتی‌گراد (۶۱ تا ۶۳ درجه فارنهایت) در طول روز و ۶ تا ۹ درجه سانتی‌گراد (۴۳ تا ۴۸ درجه فارنهایت) در شب است.
در ماه‌های مارس و دسامبر در لیماسول، میانگین دما ۱۹ تا ۲۰ درجه سانتی‌گراد (۶۶ تا ۶۸ درجه فارنهایت) در طول روز و ۱۰ تا ۱۱ درجه سانتی‌گراد (۵۰ تا ۵۲ درجه فارنهایت) در شب است؛ سایر مناطق ساحلی قبرس معمولاً دمای ۱۷ تا ۱۹ درجه سانتی‌گراد (۶۳ تا ۶۶ درجه فارنهایت) در طول روز و ۸ تا ۱۱ درجه سانتی‌گراد (۴۶ تا ۵۲ درجه فارنهایت) در شب دارند.
اواسط تابستان (ژوئیه و اوت) معمولاً گرم است، با میانگین حداکثر دمای ساحلی حدود ۳۵ درجه سانتی‌گراد (۹۵ درجه فارنهایت) در طول روز و حدود ۲۵ درجه سانتی‌گراد (۷۷ درجه فارنهایت) در شب.
در مرکز جزیره (مناطق مرتفع)، میانگین دما بیش از ۳۵ درجه سانتی‌گراد (۹۵ درجه فارنهایت) است.
در ژوئن و سپتامبر، میانگین حداکثر دمای ساحلی معمولاً حدود ۲۸ تا ۳۰ درجه سانتی‌گراد (۸۲ تا ۸۶ درجه فارنهایت) در طول روز و حدود ۱۸ تا ۲۰ درجه سانتی‌گراد (۶۴ تا ۶۸ درجه فارنهایت) در شب است.
در حالی که نوسانات شدید دما در سواحل نادر است، مرکز قبرس تغییرات بیشتری دارد—معمولاً زمستان‌های سردتر و تابستان‌های گرم‌تر را تجربه می‌کند.

## دمای دریا
میانگین دمای سالانه آب دریا در اطراف قبرس ۲۱–۲۲ درجه سانتی‌گراد (۷۰–۷۲ درجه فارنهایت) است، از ۱۷ درجه سانتی‌گراد (۶۳ درجه فارنهایت) در فوریه تا ۲۷–۲۸ درجه سانتی‌گراد (۸۱–۸۲ درجه فارنهایت) در اوت (بسته به موقعیت مکانی). در هفت ماه از مه تا نوامبر، میانگین دمای آب دریا بیش از ۲۰ درجه سانتی‌گراد (۶۸ درجه فارنهایت) است.